# Titicacasee
Der Titicacasee (spanisch Lago Titicaca; Quechua Titiqaqa qucha; benannt nach der Titicaca-Insel) ist mit einer Fläche von 8372 Quadratkilometern der größte Süßwassersee Südamerikas. Er befindet sich auf der Altiplano-Hochebene in den Anden; der westliche Teil mit 4916 km² des Sees gehört zu Peru, der östliche Teil mit 3372 km² zu Bolivien. Gemessen an seiner Fläche ist er der achtzehntgrößte natürliche See der Welt; seine Fläche ist etwa 15,5-mal so groß wie die des Bodensees (einschließlich Untersee) und fast so groß wie Korsika.
Er ist stark verschmutzt.

## Geographie

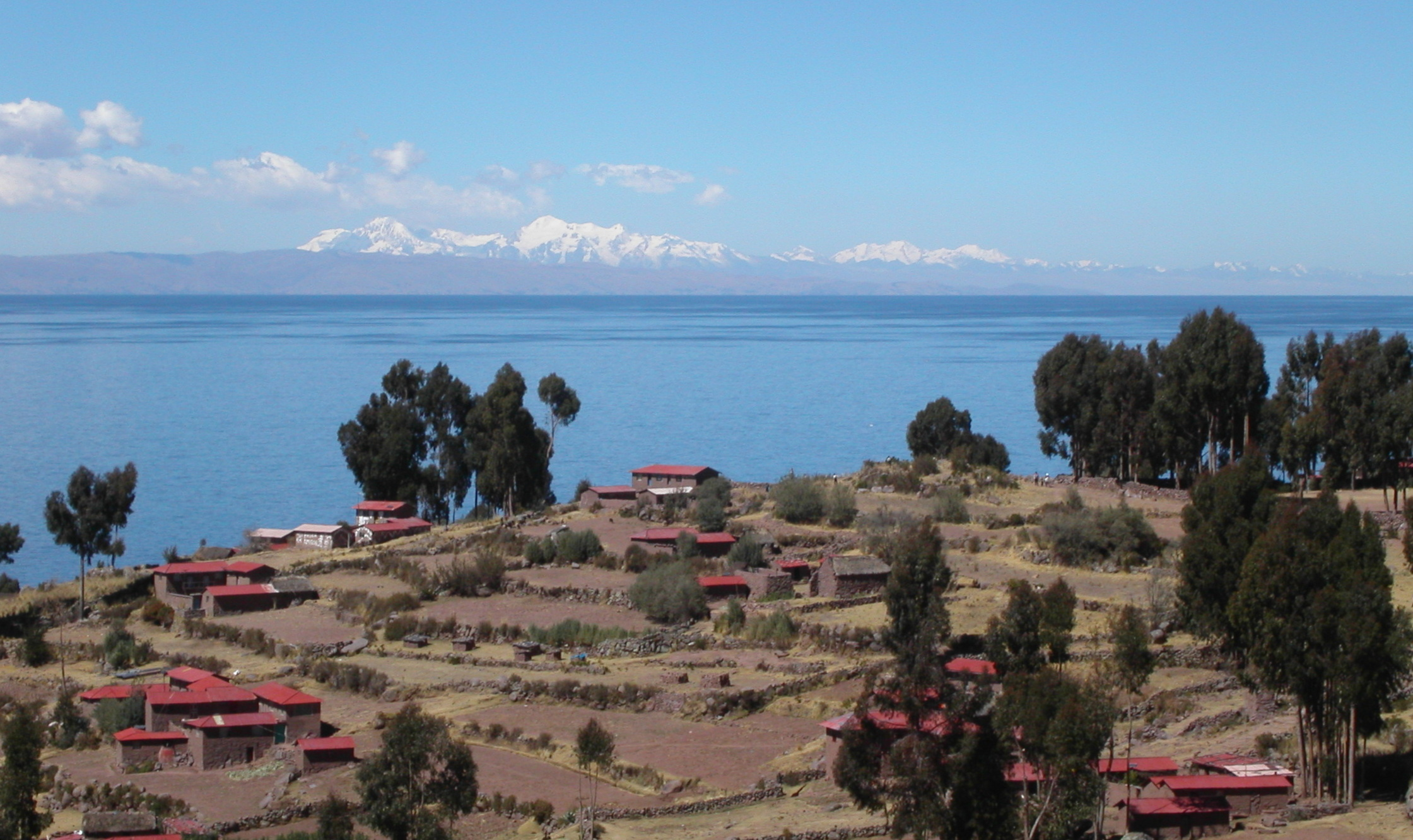
Vorn: die peruanische Insel Taquile; hinten: die Cordillera Real (Bolivien)

Der Titicacasee ist das höchstgelegene kommerziell schiffbare Gewässer der Erde. Er liegt auf einer Höhe von 3812 m über dem Meeresspiegel, ist 178 km lang und bis 67,4 km breit und hat eine durchschnittliche Tiefe von 107 m. In den See ragen mehrere Halbinseln, bei der Copacabana-Halbinsel verbindet nur die schmale Straße von Tiquina den Südteil des Sees, Wiñaymarka, mit dem Nordteil, dem Lago Chucuito.
Mehr als 25 Flüsse fließen in den Titicacasee. Den einzigen Abfluss bildet der Río Desaguadero, der etwa zehn Prozent des überschüssigen Wassers befördert. Das übrige Wasser verdunstet. Es gibt eine Vielzahl großer und kleiner Inseln, von denen einige Relikte der Inka-Kultur beherbergen, zum Beispiel die Isla del Sol.

## Herkunft des Namens

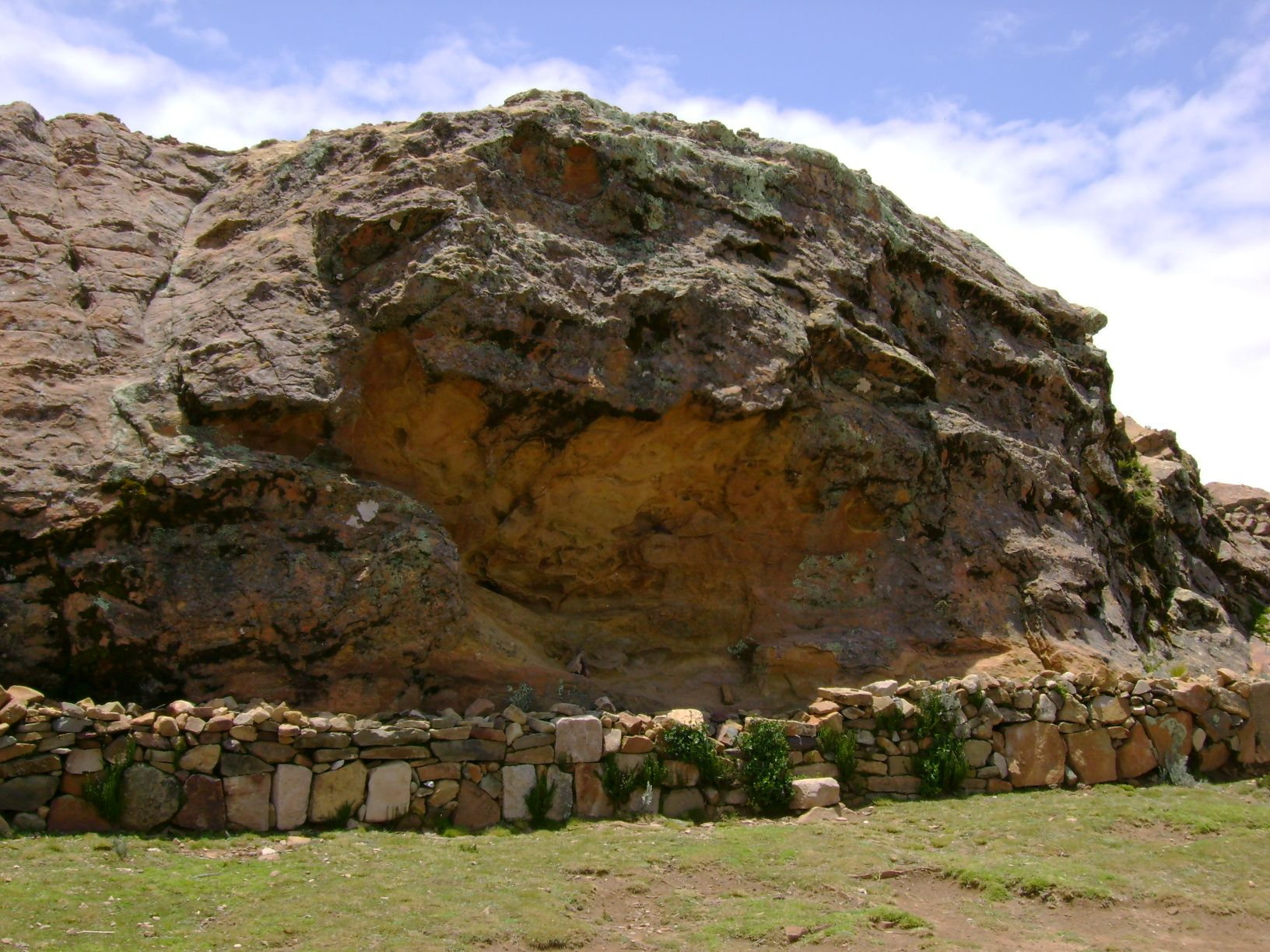
Heiliger Felsen: wichtigster indigener Schrein in der Region und wahrscheinlich Ursprung des Namens Titicaca

Die Herkunft des Namens Titicaca, ursprünglich eine Bezeichnung für die Sonneninsel, ist nicht sicher bekannt. Es ist nicht gesichert, ob der See jemals einen allgemein akzeptierten Namen hatte. Titi heißt auf Aymara „Puma“ und kaka „Blei“ oder „bleifarben“. Caca bedeutet „weiße oder graue Haare des Kopfes“. In modernen Wörterbüchern wird k’ak’a als „Riss“ oder „Fissur“ oder alternativ „Kamm eines Vogels“ angegeben. Zwei von Weston La Barres Informanten gaben an, dass der ursprüngliche Name des Sees Titiq’aq’a gewesen sei, was die Bedeutung „grau gefärbter Puma, bleifarbener Puma“ hat und sich auf den heiligen Felsen (Titikala) auf der Sonneninsel beziehen würde. Andere Quellen geben andere Ursprünge des Namens an. Der Anthropologe Charles Stanish glaubt den Schlüssel in Ludovico Bertonios Wörterbuch zu finden; dort sei unter Thakhsi cala die Definition „Grundstein“ (im gedanklichen Sinne) gelistet, wobei kala „Felsen“ heißt und Thakhsi „Horizont oder das Ende der Erde“. Die wahrscheinlichste Erklärung sei nach Stanish, dass durch Sprachwandel aus Thakhsi cala im Laufe der Zeit Titicala und Titicaca geworden sei. Thakhsi cala war im 15. und 16. Jahrhundert eine Bezeichnung für den heiligen Felsen auf der Sonneninsel. Es sei wahrscheinlich, dass die Spanier den Namen des wichtigsten indigenen Schreins in der Region zunächst auf die ganze Insel und dann den ganzen See übertrugen.

## Klima
Trotz der mit 9 bis 11 °C recht niedrigen Jahresdurchschnittstemperatur des Wassers stellt der Titicacasee gegenüber Frost einen großen Wärmespeicher dar, so dass um den See Kartoffeln, Gerste, Mais und Quinoa gedeihen. Die Region um den Titicacasee wird als das Ursprungsgebiet des Kartoffelanbaus angesehen.
| Titicacasee                 | Titicacasee | Titicacasee | Titicacasee | Titicacasee | Titicacasee | Titicacasee | Titicacasee | Titicacasee | Titicacasee | Titicacasee | Titicacasee | Titicacasee | Titicacasee |
| --------------------------- | ----------- | ----------- | ----------- | ----------- | ----------- | ----------- | ----------- | ----------- | ----------- | ----------- | ----------- | ----------- | ----------- |
| Monat                       | Jan         | Feb         | Mär         | Apr         | Mai         | Jun         | Jul         | Aug         | Sep         | Okt         | Nov         | Dez         | Jahr        |
| Temperatur (°C)             | 10,7        | 10,7        | 10,3        | 9,5         | 8,0         | 6,2         | 5,7         | 7,4         | 8,3         | 10,4        | 10,7        | 10,3        | 9,0         |
| Niederschlag (mm Puno 1973) | 238         | 132         | 159         | 98          | 13          | 0           | 2           | 6           | 33          | 16          | 30          | 71          | 797         |
| Quelle:                     |             |             |             |             |             |             |             |             |             |             |             |             |             |

## Das Leben am Titicacasee
Eine wichtige Nahrungsquelle für die Bevölkerung am Titicacasee ist seit jeher der Fischreichtum gewesen.

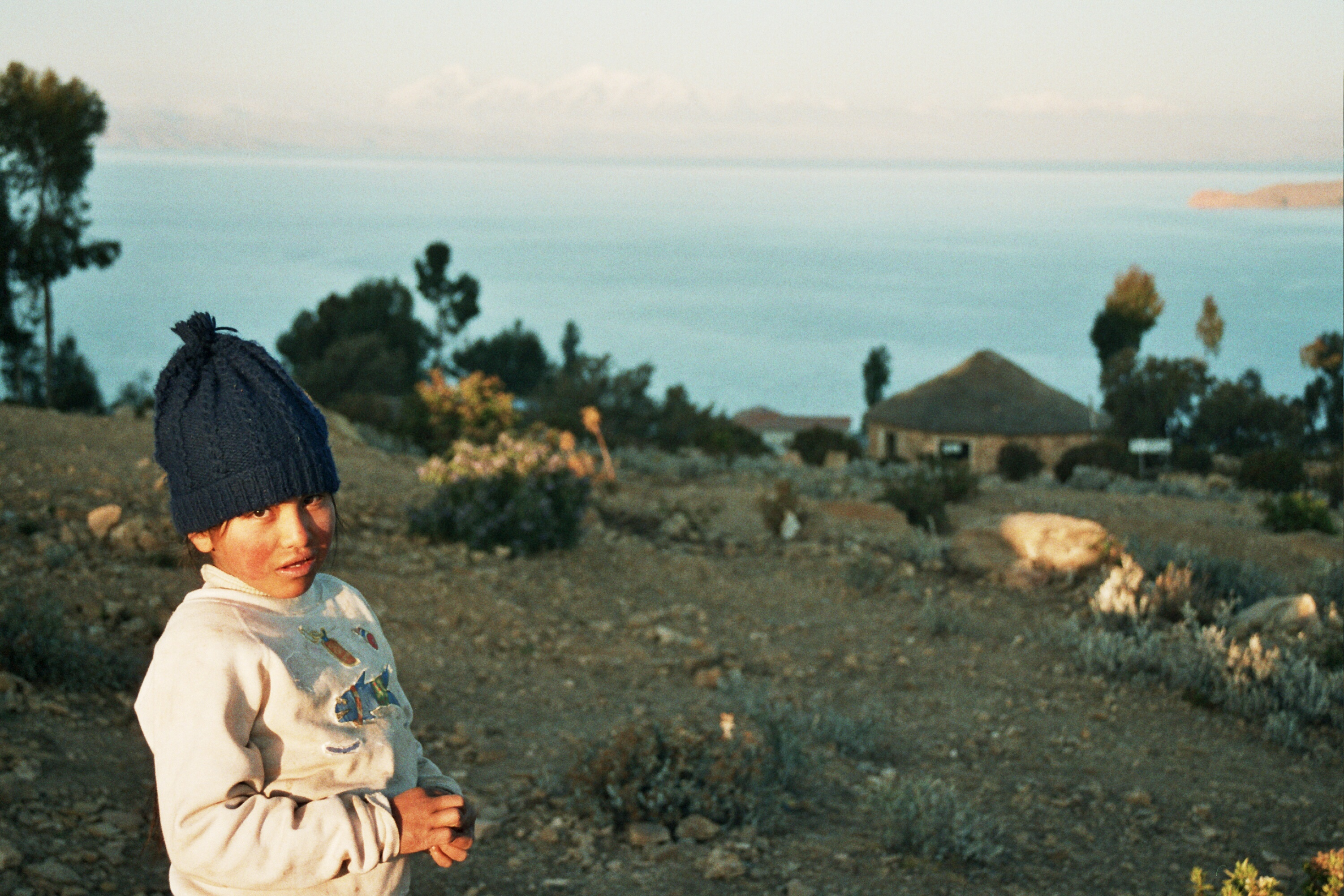
Ein Mädchen auf der Isla del Sol

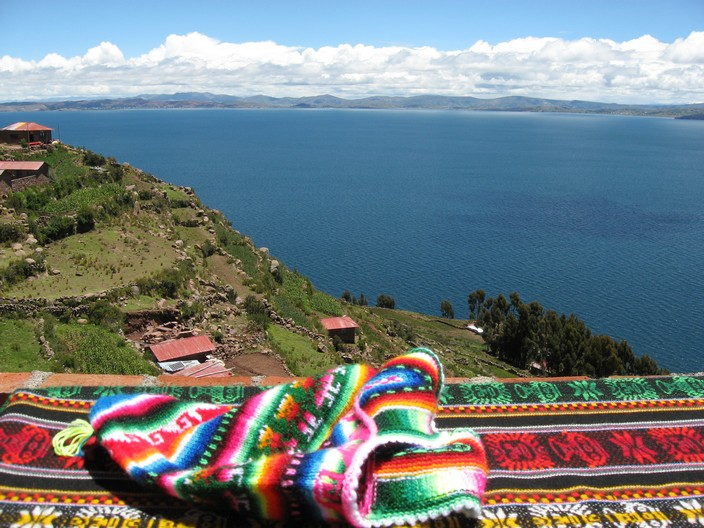
Auf der Insel Taquile

Zu den Attraktionen des Titicacasees gehören die schwimmenden Inseln der Urus. Ursprünglich begannen die Urus schwimmende Inseln zu bauen, um sich zum Beispiel vor den kriegerischen Inkas zu schützen oder zu verbergen.
Die Inseln bestehen aus kreuzweise aufgebrachten Lagen aus Totora-Schilf. Immer wenn ein Angriff drohte, lösten sie die Verankerung und zogen sich mit ihren Inseln auf den See zurück. Das Totora-Schilf ist eine wichtige Lebensgrundlage. Die Boote für den Fischfang und die Matten für den Bau der einfachen Hütten bestehen daraus. Auch in der Ernährung spielt es eine Rolle.
Inzwischen leben nur noch mehrere hundert der insgesamt etwa 2000 Urus auf den traditionellen Inseln. Sie haben den Tourismus als Einnahmequelle entdeckt und erlauben heute Besuchern, die nachgiebig-schwankenden Inseln zu besuchen.

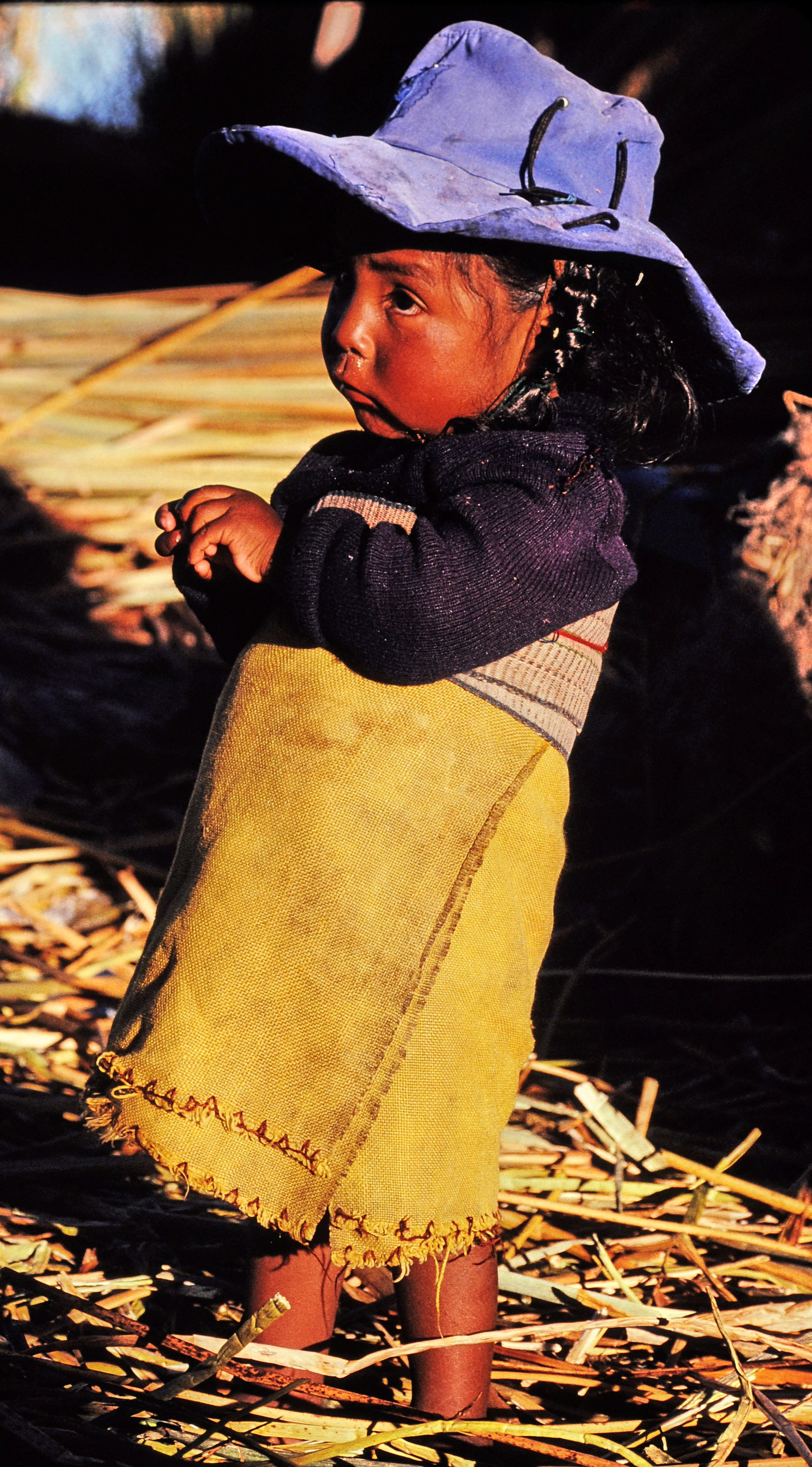
Uro-Mädchen

Auf der zu Peru gehörenden Insel Taquile (Quechua: Intika) leben heute etwa 1600 Quechua. Das Volk auf der 5,5 km langen und 1,6 km breiten Insel wurde erst spät entdeckt, weil sie sich bei Ankunft von Fremden vor diesen versteckten. Berühmt sind die Inselbewohner heute wegen ihrer strickenden Männer. Die Insel wird deshalb auch „Insel der strickenden Männer“ genannt. Ähnlich wie auch auf Urus ist auf Taquile eine Ausrichtung auf Tagestouristen zu beobachten. Da diese die Insel jedoch um 14 Uhr weitgehend wieder verlassen haben, bietet sich den Reisenden, die bei einer Familie auf Taquile übernachten (Hotels, fließend Wasser oder Strom existieren nicht) Einsichten in das ursprüngliche Leben, bis am Morgen die Tagestouristen das Bild der Insel wieder verändern.
Eine weitere Insel mit quechuasprachiger Bevölkerung auf peruanischer Seite ist Amantaní, auf der 800 Familien leben.
Ebenfalls von peruanischer Seite ragt die Halbinsel Capachica in den See.
Auf der bolivianischen Seite des Titicacasees liegen die heiligen Inseln Isla del Sol (Sonneninsel) und Isla de la Luna (Mondinsel). Der Legende nach erschien auf der Isla del Sol der weiße bärtige Gott und erschuf die ersten Inkas, Manco Cápac und seine Schwesterfrau Mama Oclla. Auf beiden Inseln existieren zwischen kleinen traditionellen Dörfern viele uralte Ruinen.

## Fauna des Titicacasees
Der Titicacasee ist Lebensraum einer Reihe von seltenen und teilweise endemischen Tierarten.
Es gibt 95 Arten heimische Vogelarten, sowie Zugvögel, hierzu zählen (u. a.)
- der Titicaca-Taucher (Rollandia microptera), ein Angehöriger der Familie der Lappentaucher. Ungewöhnlich an diesem Vogel ist, dass er aufgrund seiner kleinen Flügel nicht flugfähig ist. Bei Gefahr flüchtet er mit Trippelschritten über das Wasser, wobei er zwar heftig mit den Flügeln schlägt, aber nicht in der Lage ist, sich in die Luft zu erheben.
- Alle drei in Südamerika heimischen, mittlerweile bedrohten Flamingoarten: der Chileflamingo, der Jamesflamingo und der Andenflamingo[6]
- Der Ibis, Kormoran und Reiher

Zu den hier heimischen Säugetieren zählen die zu den Chinchillas gehörenden Vizcachas, Tschudi-Meerschweinchen und der Andenfuchs
Es gibt 18 einheimische Arten von Amphibien, darunter
- der endemische Titicaca-Riesenfrosch oder Titicacaseefrosch (Telmatobius culeus). Er atmet vorwiegend über seine Haut, die daher zur Oberflächenvergrößerung sehr faltig ist.

Im Titicacasee leben 30 Fischarten, von denen 21 endemisch sind, u. a.
- die Andenkärpflinge (Orestias), zu denen der heute vermutlich ausgestorbene Amanto gehört, und
- der Schmerlenwels (Trichomycterus rivulatus).[7]

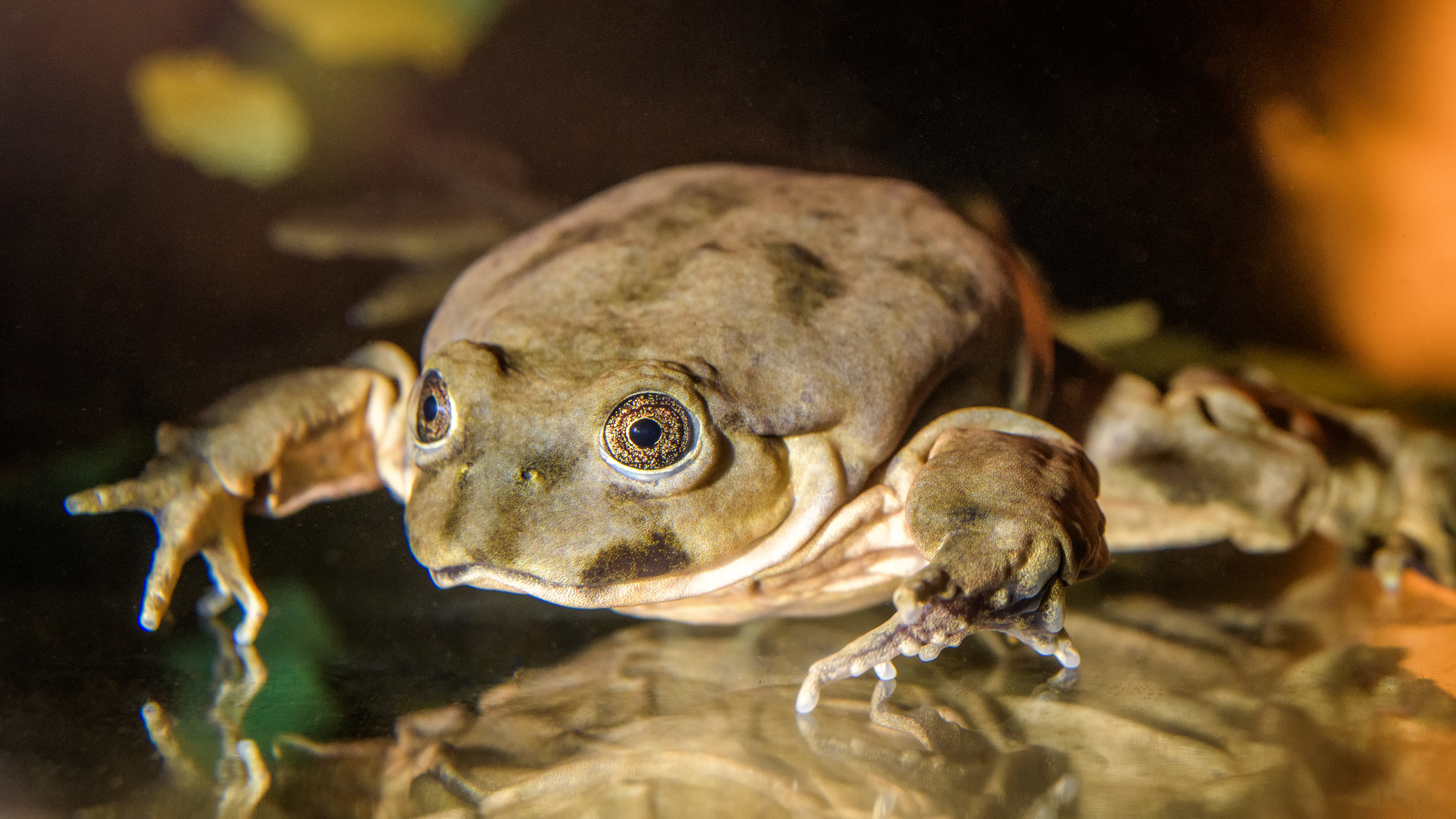
Titicaca-Riesenfrosch (Telmatobius culeus) im Zoo von Prag
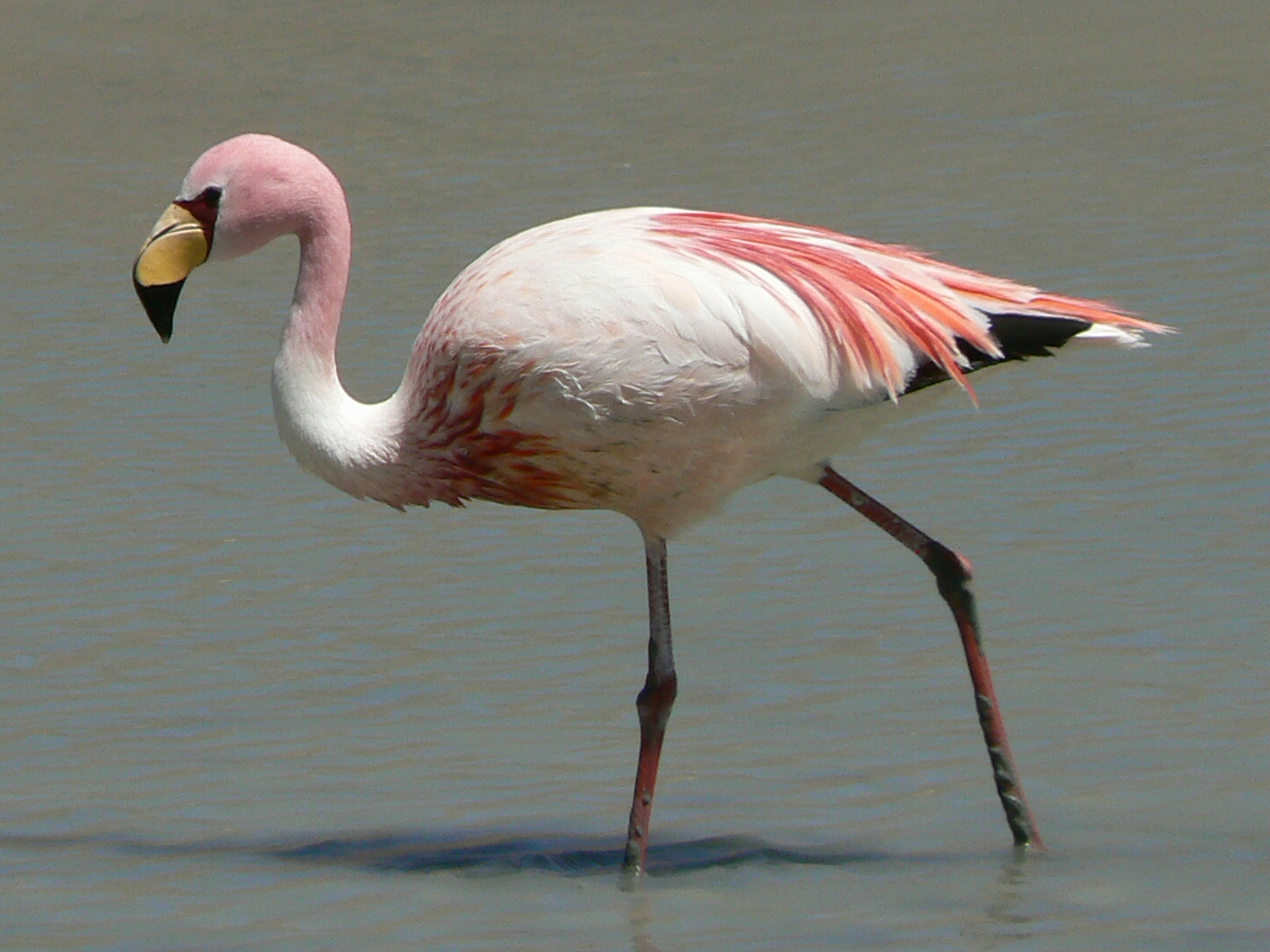
Jamesflamingo (Phoenicoparrus jamesi)
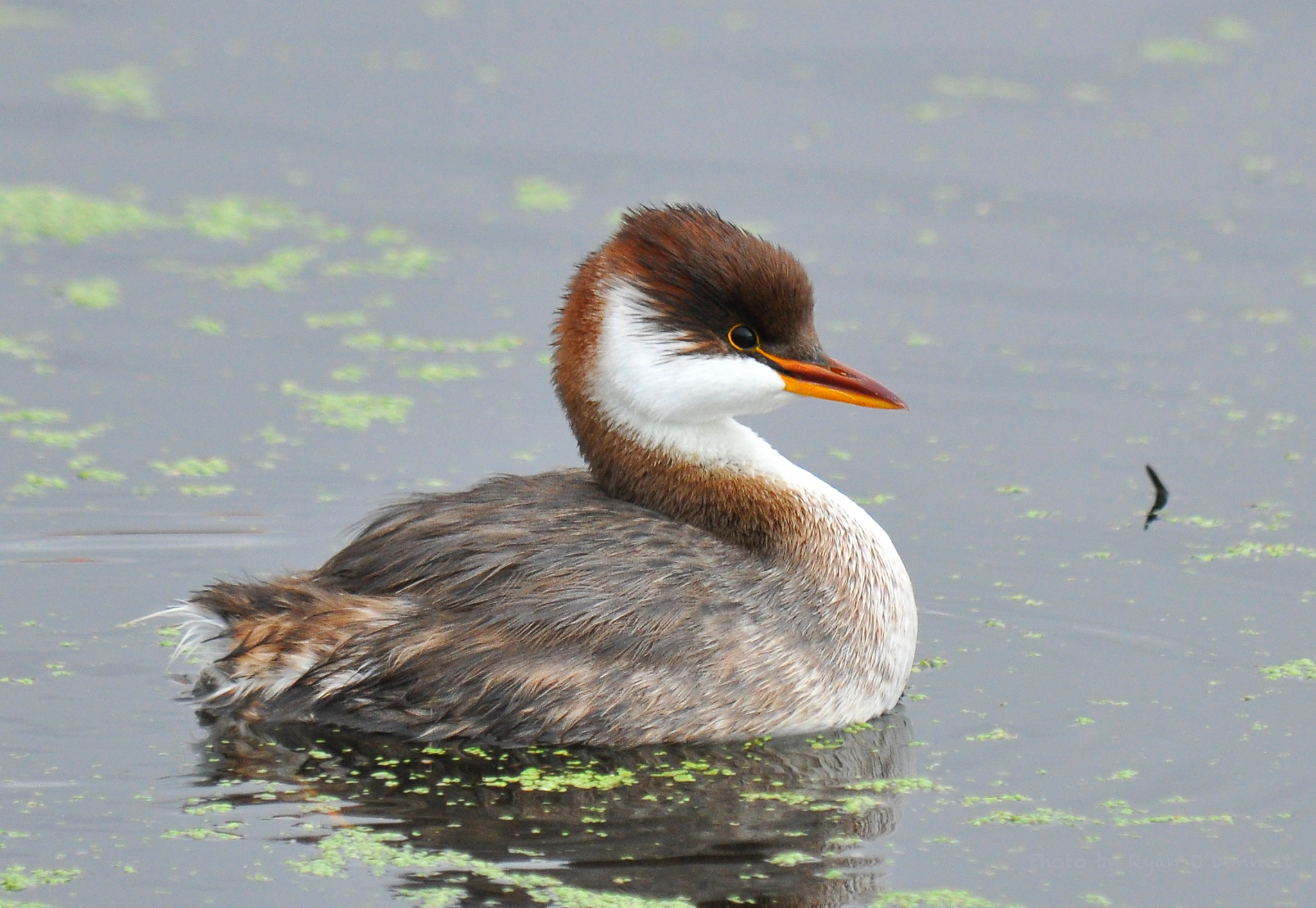
Titicaca-Taucher auf dem Titicacasee
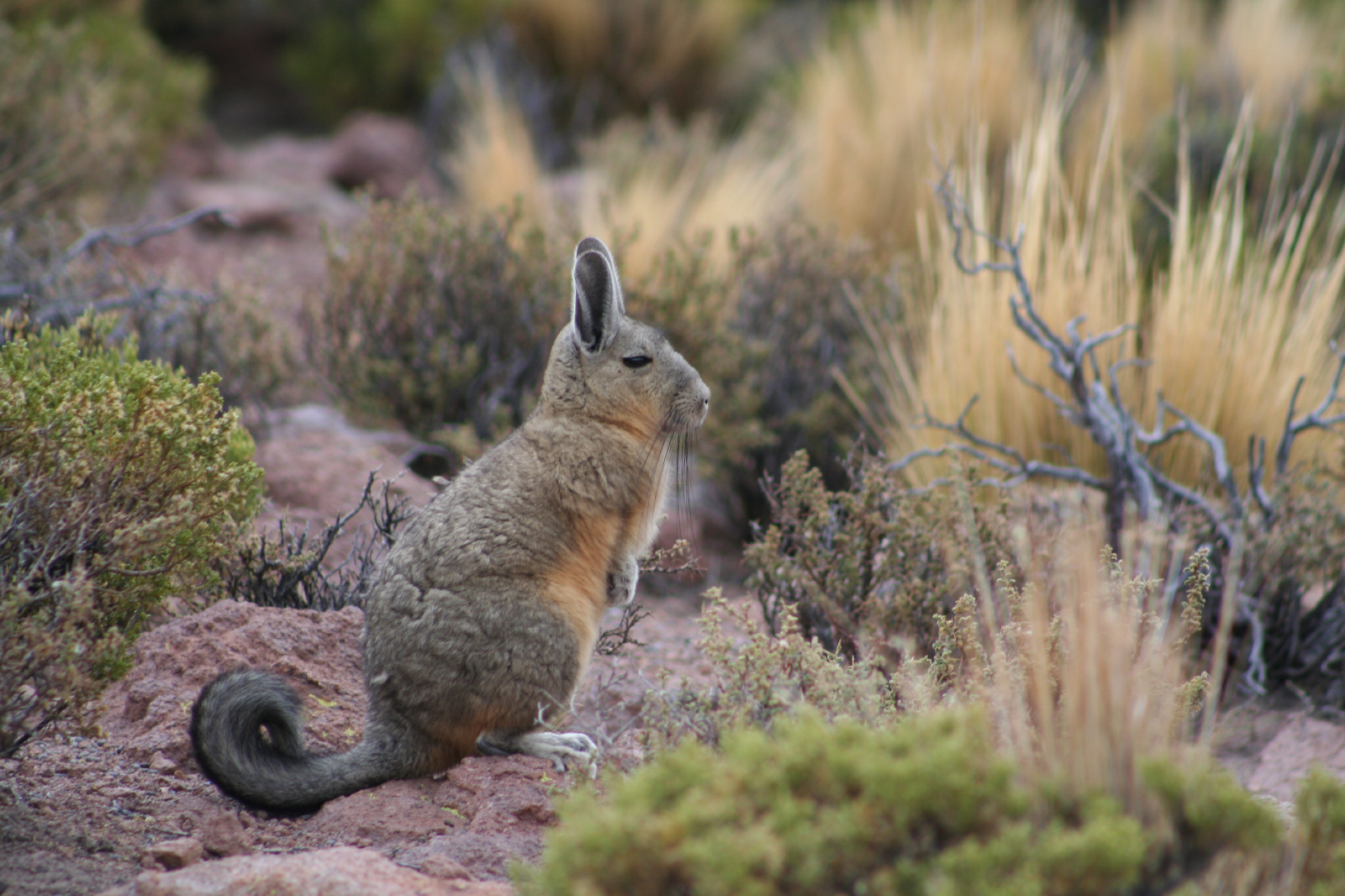
Vizcachas (Lagidium viscacia)
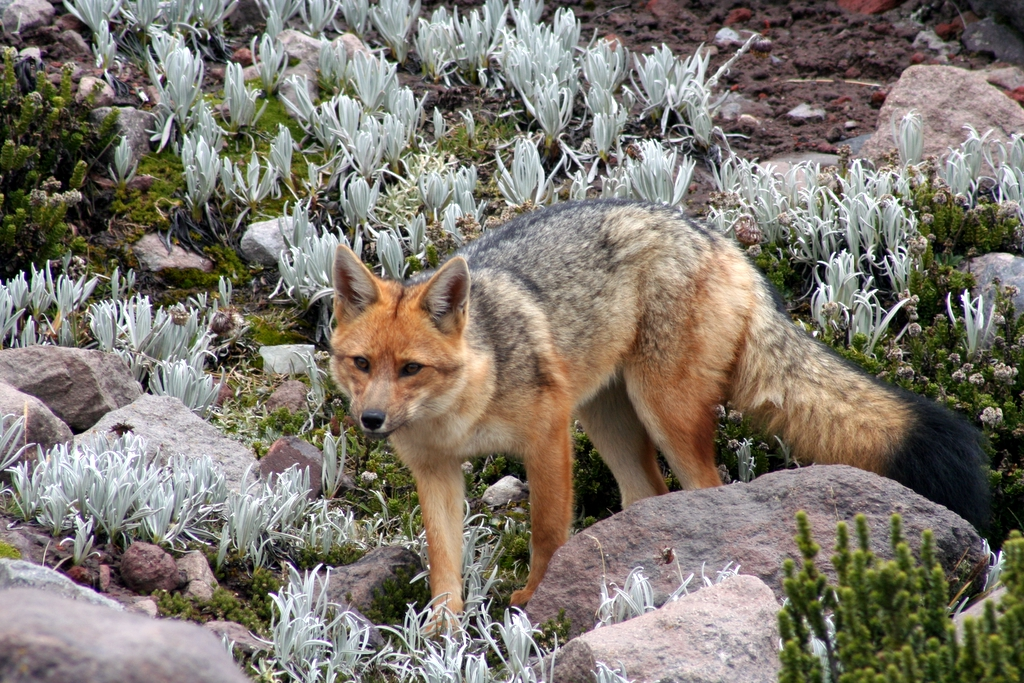
Andenfuchs (Lycalopex culpaeus)
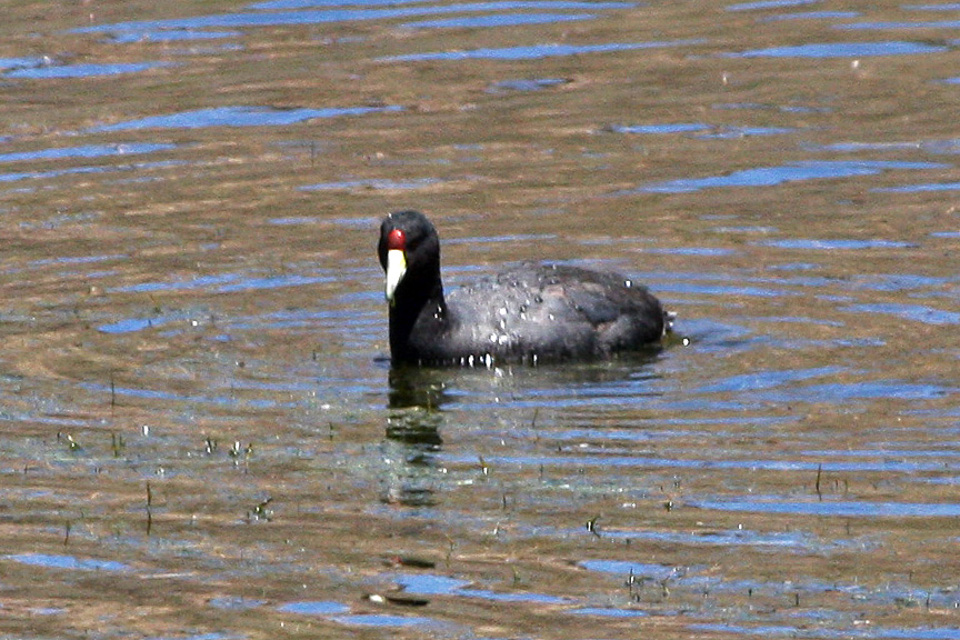
Fulica ardesiaca gehört zu den Blässhühnern

## Bedrohung und Schutz des Titicacasees
Die Wasserqualität des Sees nahm in den vergangenen Jahren deutlich ab. Julián Barra, Präsident der peruanischen autonomen Region Titicaca, macht die mehr als 30.000 illegalen Minen am See und an den Zuflüssen verantwortlich. Die giftigen mit Blei und Quecksilber stark belasteten Abwässer der Goldminen fließen ungereinigt in den See. 2006 schlossen die Außenminister Perus und Boliviens ein Memorandum, in dem sie zusicherten, Aktivitäten zur Verhinderung weiterer Kontamination zu starten. Barra bezeichnete die Arbeitsteilung des peruanischen Landwirtschafts- und Umweltministeriums als kontraproduktiv, da sie zielführende Aktivitäten durch Bürokratie verlangsamten.

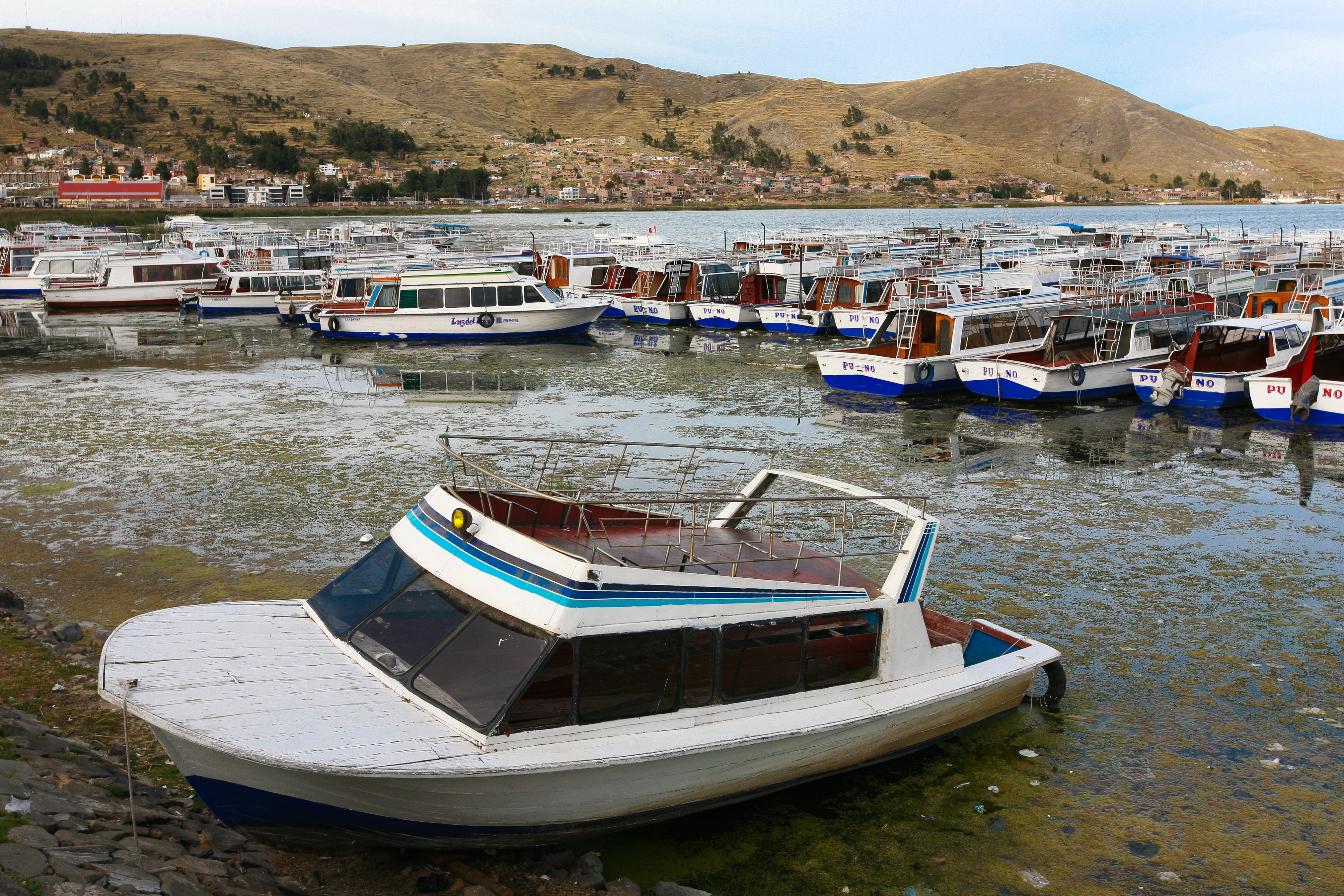
Eutrophierung im Hafen von Puno (2012)

Der Verlust der den See umgebenden Vegetation durch Überweidung und Erosion, Reduzierung der Wasservegetation, abnehmende Fischpopulationen und die Kontaminierung der Bucht von Puno durch biogene Abwässer sind weitere Umweltprobleme am See. Bei der Kontamination handelt es sich hauptsächlich um die Schadstoffe aus Abwässern der Großstadt Puno und Schwermetalle der nahegelegenen Minen. Das Algenproblem beschränkt sich noch auf die Bucht von Puno. Die Europäische Union versucht, die Lebensbedingungen der Anrainer zu verbessern und die Ressourcen zu schützen, indem sie Projekte zur Wasserregulierung durch Kleindämme am Río Desaguadero unterstützt.
1978 richtete die peruanische Regierung das Nationale Schutzgebiet Titicaca vor Puno ein. Der gesamte See fällt unter die Ramsar-Konvention für geschützte Feuchtgebiete.
Seit 2000 sind die Wasserstände des Titicacasees konstant gefallen und liegen deutlich unter dem bisherigen durchschnittlichen Wasserstand. Allein im Zeitraum von April bis November 2009 sank der Wasserspiegel um 81 cm – auf den niedrigsten Stand seit 1949. Die Ursache für diesen Rückgang liegt in einer Verkürzung der Regenzeit von 6 auf 3 Monate.
Der bisher (Stand 5. September 2023) tiefste Stand wurde auf peruanischer Seite vom Wetterdienst Peru im Dezember 1996 mit 3.808,10 m Seehöhe gemessen. Nach einem Anstieg sank der Wasserstand vom April 2023 bis etwa 4. September 2023 um mehr als einen halben Meter auf 3.808,19 m Seehöhe.
Der See wurde vom Global Nature Fund zum Bedrohten See 2012 und 2023 ernannt. Im November 2016 beschlossen die Präsidenten Perus und Boliviens, 10 Kläranlagen an den Zuflüssen zum See zu bauen, und bekräftigten diese Absicht im Jahr 2017.

## Unterwasserarchäologie
Im Jahr 1980 berichtete Der Spiegel darüber, dass Unterwasserfilmer Ruinen sichteten, die der Tiwanaku-Kultur zuzuordnen sind. Archäologen stießen im Jahr 2000 in 30 Metern Tiefe auf die Ruinen eines Tiwanaku-Tempels mit einer Fläche von 200 Meter × 50 Meter, eine Terrasse für Getreide, eine Straße und eine 800 Meter lange Mauer. 1977 fanden japanische Amateurtaucher Keramikfragmente und kleine Andesitkisten mit Miniaturfiguren aus der Schale der Spondylus. 1988 wurde die Forschung durch eine bolivianisch-japanische Expedition fortgesetzt. Es wurden weitere Artefakte gefunden. 1989–1992 fand eine Expedition statt, die von der National Geographic Society gesponsert wurde. Es wurden abermals Artefakte gefunden. Die Expeditionen brachten insgesamt 385 Artefakte zu Tage, darunter Goldplättchen, Keramikfragmente, Figurinen aus Silber usw. Die Funde sind der Tiwanaku- und Inka-Zivilisation zuzuordnen. Im Jahr 2013 wurden mehr als tausend Keramikfragmente gefunden, die einst zu Gefäßen in Raubkatzenform (Incensarios) gehörten.

## Als Namensgeber
Der am 23. September 1952 entdeckte Hauptgürtelasteroid (1801) Titicaca wurde nach dem See benannt.